# 公演
| ウィキペディアには「公演」という見出しの百科事典記事はありません（タイトルに「公演」を含むページの一覧/「公演」で始まるページの一覧）。 代わりにウィクショナリーのページ「公演」が役に立つかもしれません。 |